# 谷口高司
谷口 高司（たにぐち たかし、1947年2月25日 - ）は鳥類イラストレーターである。

## 略歴
- 1947年2月25日東京都杉並区善福寺に生まれる。都立石神井高校卒業、1969年早稲田大学商学部卒業。

- 1999年より2期4年（財）日本野鳥の会評議員を務める
- 日本野鳥の会創始者である中西 悟堂の愛した善福寺池で、幼少より自然に親しむ。実家は谷口調髪所を営み、中西 悟堂はその客で店で詠んだ「栗の花　鏡に映る　理髪床　夕ずく遅し　河原鶸の声」という歌を残している。通学していた桃井第四小学校の同級生には、のちに日本野鳥の会事務局長からバードライフ・インターナショナル副会長になった市田 則孝がおり、谷口 高司が野鳥図鑑画家となるきっかけを作った。
- 1992年ブラジル・リオで開催された国際環境開発会議（地球サミット）」会場で全会期にわたり、創作活動をビデオ紹介される。
- 1994年には日本人イラストレーターとして初めて、スミソニアン自然史博物館より指名発注を受ける。
- 谷口高司のように、図鑑一冊丸ごと描ききることができるイラストレーターは、世界的にみても少なくなっている。
- 野鳥イラストを通し広く自然保護活動に向き合うため「谷口高司と野鳥を楽しむ会」を主宰。会員作品展を環境省新宿御苑インフォメーションセンター１階アートギャラリーで10回開催。
- 2000年第１回から現在まで「ジャパン・バードフェスティバル」に連続出展中
- 台湾・タイ・フィリピン・大阪・根室のバードフェスティバルに出展
- 世界鳥学会議：IOC2014・日本鳥学会2016・2017・2018・2019に谷口高司鳥絵工房として出展
- 2021年都立公園開設60周年を迎えた善福寺公園の周年行事を一年を通してサポート。

## 主な著作
【全ての図版を担当した図鑑】

- 公益財団法人日本野鳥の会編

　　「山野の鳥」

　　「水辺の鳥」

　　「BIRDさわる図鑑1・2」

　　「アジア水鳥図鑑（英語版）」

　　「新・山野の鳥」

　　「新・水辺の鳥」

　　「声が聞こえるハンディ野鳥図鑑」 

　　「新・山野の鳥　改訂版」
　　「新・水辺の鳥　改訂版」
　　　「ぬりえでバードウオッチング～日本野鳥の会が作りたかったぬりえ」2019．5.1刊行予定
- 台湾野鳥資訊社編

　　　「台湾野鳥図鑑（中国語版）」

- LGエバーグリーン財団

　　「野外原色図鑑韓国の鳥（韓国語版、英語版、日本語版）」

　「野外原色図鑑韓国の鳥　増補改訂版（韓国語版　英語版）」

【全ての図版を担当した主な出版物】

- チームTORI-NURI編

　　「鳥のぬりえ」

　「ぬりえ　日本の野鳥」
- 誠文堂新光社

　　「色鉛筆で描く おとなのぬりえ 日本の鳥」

- 文一総合出版

　　「“タマゴ式”鳥絵塾」

　　「新”タマゴ式”鳥絵塾」

- バードライフアジア編　東洋館出版社刊

　　「絶滅危惧種・日本の野鳥」

- 東洋館出版社刊

　　「大人のためのバードウオッチング入門」

- 東邦出版社刊

　　「大人も子供も鳥パズル」

- 環境庁・日本野鳥の会編

　　「野鳥からはじまる環境教育」

- 農山漁村文化協会刊

　　「空に広がる動物園」

　　「どんなおうちかな」

　　「いじめっこはだれ」

- さ・え・ら書房刊

　　「スズメ、ハト、カラス」

- 山と渓谷社刊

　　「鳥のことわざうそほんと」

- 北海道新聞社

　　「北海道野鳥ハンディガイド」

　「増補新版　北海道野鳥ハンディガイド」

- JTBパブリッシング

　　「図鑑と探鳥地ガイドでまるごとわかるバードウオッチング」

　・根室市観光協会編
　　「ねむろの野鳥ミニ図鑑」

　【自費出版】
　　「私の野鳥紀行～てぬぐいから辿る日本の野鳥～」

【その他の特筆すべき出版物】
- 財団法人日本野鳥の会編

　　「フィールドガイド日本の野鳥」増補版増補部分

　「フィールドガイド日本の野鳥」増補改訂版

　「フィールドガイド日本の野鳥」増補改訂新版

高野伸二氏著のものを、氏の死後、イラスト部分の加筆訂正等を担当

## 郵便局（株）発行地域限定切手
中野・杉並地域限定フレーム切手「いのち輝く善福寺川流域で出逢える野鳥たち」として、善福寺池～善福寺川流域にゆかりのある野鳥を１０種選定し第一集・第二集が発行された

## 主な作品展（個展）
- 「谷口高司作品展」上野公園緑の相談所
- 「谷口高司作品展～善福寺から世界へ～」杉並会館
- 「福・ふく・フクロウ展」銀座響き・西荻窪商店街ギャラリー・ベルデ軽井沢
- 丸の内さえずり館主催「谷口高司のイラストで楽しむ丸の内野鳥散歩」
- 「この鳥にLOVE展」銀座響き
- 芦屋市立谷崎潤一郎記念館「谷崎が愛した芦屋の野鳥展」
- 習志野市立谷津干潟自然センター「谷津干潟に集う野鳥画展」「守りたい水辺の鳥原画展」
- ベルデ軽井沢主催「春に咲く野鳥原画展」
- 杉並区文化協会主催「～杉並の四季を野鳥で知る～谷口高司作品展」
- ビュー福島潟「水の駅」主催「福島潟に集う野鳥たち～野鳥画家谷口高司作品展～」
- 井の頭自然文化園動物園主催「野口雨情の歌を彩る野鳥画展～谷口高司作品展」「鳥たちへのおくりもの～谷口高司作品展」
- 狭山市市民交流センター主催「狭山の四季に集う野鳥原画展～谷口高司作品展」
- 豊田市自然観察の森主催野口雨情の歌を彩る野鳥画展～谷口高司作品展」
- 「銀座でバードウオッチング～谷口高司野鳥原画展～」銀座ギャラリーミハラヤ
- 「時を紡ぐ鳥たち～野鳥図鑑画家谷口高司野鳥原画展～」松江市カラコロ工房（旧日本銀行松江支店）ギャラリー
- ジュンク堂書店池袋本店主催「野鳥図鑑画家谷口高司　画業４０年の歩み展」「鳥たちからのおくりもの～谷口高司作品展」
- 福島市小鳥の森主催「福島市小鳥の森に集う野鳥たち～野鳥図鑑画家谷口高司作品展～」
- 米子水鳥公園主催「野鳥図鑑画家谷口高司作品展」
- 三井住友海上ＣＯＭ駿河台主催（「神田駿河台に集う野鳥たち～野鳥図鑑画家谷口高司作品展～」
- ヒルトピアアートスクエア（ヒルトン東京B1）「彩鳥ピア  美しい鳥その秘密～谷口高司作品展～
- ヒルトピアアートスクエア（ヒルトン東京B1）「新しい刻をはばたく鳥～谷口高司作品展～」
- 根室バードランドフェスティバル関連作品展2017年より不定期開催
- 吉祥寺ギャラリー永谷「私の野鳥紀行原画展」
- 善福寺公園サービスセンター「善福寺池の鳥原画展（夏）」「善福寺池の鳥原画展（冬）」
- 小海町観光案内所「野鳥図鑑画家谷口高司作品展～小海の野鳥～」
- 吉祥寺ギャラリー永谷「野鳥図鑑画家谷口高司～北の大地の鳥～展」